# Accident de la Caravelle à Gisenyi
Le 28 août 2004, une Caravelle se pose sur une piste trop petite, celle du terrain d'aviation de Gisenyi, au Rwanda, et s'accidente. Tous les occupants de l'appareil ont survécu.

## L'accident
La Caravelle est partie de Kinshasa, en République démocratique du Congo et transporte des équipements de communication vers l'aéroport de Goma. Au moment de l'approche, le pilote ne reçoit pas l'autorisation de se poser et est forcé de rester à proximité de Goma. En raison du faible niveau de carburant, le pilote est dans l'obligation de se dérouter sur le terrain d'aviation de Gisenyi, distant de 2 kilomètres, se trouvant de l'autre côté de la frontière, au Rwanda.
Du fait de la faible largeur de la piste (environ 20 mètres), l'appareil ne peut se poser correctement et sort de la piste et s'embrase. Les 8 occupants parviennent à sortir de la Caravelle ; il n'y a aucun mort.

## Historique de l'appareil
L'appareil, une Caravelle 11R (no 251) effectue son premier vol en 1968 et est exploitée par Air Congo puis Air Zaïre. L'armée de l'air utilise cet appareil, qui était alors immatriculé F-RBPS. Rachetée par Eureka Aviation et réenregistrée F-WQCU, la Caravelle est vendue à Liberty Aviation puis à TAC Air Service/Jacques Kiki Lemaire sous l'immatriculation 3D-SEP. L'avion est réimmatriculé 3D-KIK et exploité par Waltair à partir d'avril 2004, bien qu'appartenant toujours à TAC Air Service. Cette Caravelle était l'une des dernières opérationnelles au monde.